# Аррифана (Вила-Нова-ди-Пояриш)
Аррифа́на (порт. Arrifana) — населённый пункт и район в Португалии, входит в округ Коимбра. Является составной частью муниципалитета Вила-Нова-ди-Пояриш. Находится в составе крупной городской агломерации Большая Коимбра. По старому административному делению входил в провинцию Бейра-Литорал. Входит в экономико-статистический субрегион Пиньял-Интериор-Норте, который входит в Центральный регион. Население составляет 1603 человека на 2001 год. Занимает площадь 24,11 км².